# Teorema dels nombres primers

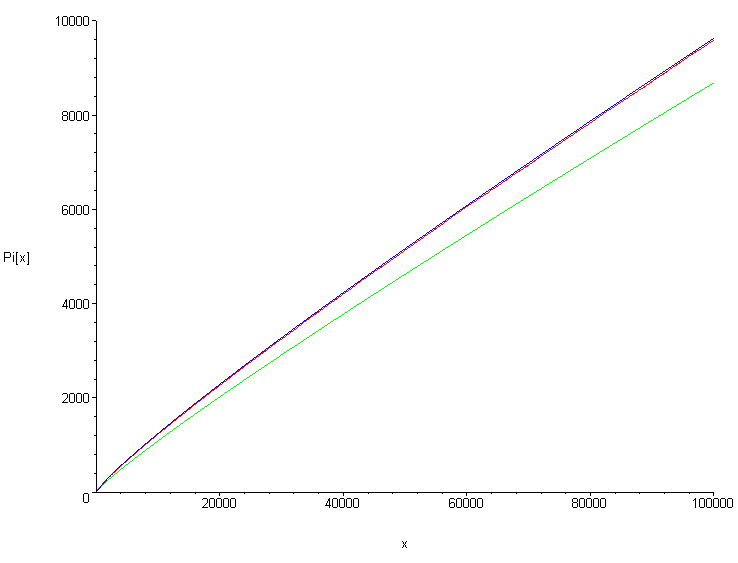
Gràfic comparatiu del Teorema dels nombres primers. En vermell,. En verd i en blau, les aproximacions.

En matemàtiques, concretament en el camp de la teoria de nombres, el Teorema dels nombres primers (o Teorema del nombre primer) és un resultat que descriu la distribució dels nombres primers entre els nombres naturals. El teorema estableix una aproximació asimptòtica a la funció de recompte de nombres primers, {\displaystyle \pi (x)}.

## Enunciat

Gràfic que mostre la raó entre la funció de recompte de primers π(x) respecte dues de les seves aproximacions, x / log x i Li(x). A mesura que x augmenta (noti's que l'eix x està en escala logarítmica), tots dos ràtios tendeixen a 1. El ràtio de x / log x convergeix des de dalt molt lentament, mentre que el ratio de Li(x) convergeix més ràpidament des de baix.

Gràfica log-log que mostra l'error absolut de x / log x i Li(x), dues aproximacions de la funció de recompte de primers π(x). A diferència del ràtio, la diferència entre π(x) i x / log x augmenta sense fita a mesura que x augmenta. D'altra banda, Li(x) − π(x) canvia de signe un nombre infinit de vegades.

Sigui π(x) la funció de recompte de primers que dona el nombre de primers inferiors o iguals a un nombre x, per qualsevol  x nombre real. Per exemple, π(10) = 4 ja que hi ha quatre nombres primers (2, 3, 5 i 7) més petits o iguals a 10. El teorema dels nombres primers afirma que x / log x és una bona aproximació de π(x) (on log és el logaritme natural), en el sentit que el límit del quocient de les dues funcions π(x) i x / log x a mesura que x augmenta és igual a 1:
{\displaystyle \lim _{x\to \infty }{\frac {\;\pi (x)\;}{\;\left[{\frac {x}{\log(x)}}\right]\;}}=1,}
expressió que es coneix com la llei asimptòtica dels nombres primers. Utilitzant notació asimptòtica, aquest resultat pot ser reformulat com
{\displaystyle \pi (x)\sim {\frac {x}{\log x}}.}
Aquesta notació (i el teorema) no diu res sobre el límit de la diferència de les dues funcions a mesura que x augmenta indefinidament. En lloc d'això, el teorema afirma que x / log x tendeix a π(x) en el sentit que l'error relatiu d'aquesta aproximació tendeix a 0 a mesura que x augmenta indefinidament.
El teorema dels nombres primers és equivalent a l'afirmació que el nombre primer n-èssim pn satisfà
{\displaystyle p_{n}\sim n\log(n),}
Com abans, la notació assimptòtica significa que l'error relatiu de l'aproximació tendeix a 0 a mesura que n augment indefinidament. Per exemple, el nombre primer 2×1017è és 8 512 677 386 048 191 063, mentre que (2×1017)log(2×1017) s'arrodoneix a 7 967 418 752 291 744 388, amb un error relatiu del 6.4%.
Com s'explica més avall, el teorema dels nombres primers també és equivalent a 
{\displaystyle \lim _{x\to \infty }{\frac {\vartheta (x)}{x}}=\lim _{x\to \infty }{\frac {\psi (x)}{x}}=1,}
on ϑ i ψ són la primera i la segona funcions de Txebixov respectivament.

## Història de les demostracions
Basant-se en les taules d'Anton Felkel i de Jurij Vega, Adrien-Marie Legendre va conjecturar l'any 1797 o el 1798 que π(a) és una aproximació de la funció a / (A log a + B), on A i B eren constants no especificades. En la segona edició del seu llibre sobre teoria dels nombres (de 1808) va proposar una conjectura més precisa, amb A = 1 i B = −1.08366. Carl Friedrich Gauß va considerar aquest mateix tema quan tenia 15 o 16 anys "l'any 1792 o 1793", segons la seva pròpia recopilació de 1849. L'any 1838, Peter Gustav Lejeune Dirichlet va presentar la seva pròpia funció d'aproximació, el logaritme integral li(x) (sota una forma lleugerament diferent com a sèrie, que va compartir amb Gauss). Tant la fórmula de Legendre com la de Dirichlet impliquen la mateixa equivalència asimptòtica de π(x) i x / log(x) enunciada més amunt, tot i que va resultar que l'aproximació de Dirichlet és notablement millor si es conisderen les diferències i no el quocient.
En dos articles de 1848 i 1850, el matemàtic rus Pafnuti Txebixov va intentar demostrar la llei asimptòtica de la distribució de nombres primers. La seva obra és notable pel seu ús de la funció zeta ζ(s), per valors reals de l'argument "s", com en l'obra de Leonhard Euler, ja l'any 1737. Els articles de Txebixov van arribar abans de les famoses memòries de Riemann de 1859, i van aconseguir demostrar una forma lleugerament més feble de la llei asimptòtica, en particular, que si el límit a mesura que x tendeix a infinit de π(x) / (x / log(x)) existeix, llavors el límit és necessàriament igual a 1. Va poder demostrar sense condicions que aquest ràtio és fitat per dalt i per baix per dues constants donades de forma explícita i properes a 1, per tota x prou gran. Tot i que l'article de Txebixov no va demostrar el teorema dels nombres primers, les seves estimacions de π(x) eren prou fortes per demostrar el postulat de Bertrand, que diu que existeix un nombre primer entre n i 2n per tot n ≥ 2 enter.
Un article important sobre la distribució de nombres primers va ser l'article de Riemann de 1859 "Sobre el Nombre de Primers Més Petits o Iguals a una Certa Magnitud" ("Ueber die Anzahl der Primzahlen unter einer gegebenen Grösse"), l'únic article que mai va escriure sobre el tema. Riemann va introduir noves idees en la matèria, principalment que la distribució de nombres primers està íntimament relacionada amb els zeros de la funció zeta de Riemann estesa analíticament d'una variable complexa. En particular, va ser en aquest article on es va originar la idea de aplicar mètodes d'anàlisi complexa a l'estudi de la funció real π(x). Seguint les idees de Riemann, Jacques Hadamard i Charles-Jean de la Vallée-Poussin van publicar dues demostracions independents de la llei asimptòtica de la distribució de nombres primers, totes dues el mateix any (1896). Ambdues demostracions usaven mètodes de l'anàlisi complexa, establint en el pas principal de la demostració que funció zeta de Riemann ζ(s) és no zero per tot valor complex de la variable s que tingui la forma s = 1 + it amb t > 0.
Durant el segle xx, el teorema de Hadamard i de la Vallée Poussin també es va conèixer com el teorema dels nombres primers. Es van trobar diverses demostracions diferents del teorema, incloses les desmotracions "elementals" d'Atle Selberg i de Paul Erdős (1949). Les demostracions originals de Hadamard i de la Vallée Poussin són llargues i elaborades; les demostracions posteriors van introduir diverses simplificacions a través de l'ús de teoremes tauberians però seguien sent difícils de pair. L'any 1980, el matemàtic estatunidenc Donald J. Newman en va descobrir una demostració curta. La demostració de Newman és segurament la demostració més simple que es coneix del teorema, tot i que no és elemental en el sentit que utilitza el teorema de la integral de Cauchy de l'anàlisi complexa.

## Esbós de la demostració
En aquesta secció es dona un esbós de la demostració, a què es fa referència en una de les classes de Terence Tao. Com la majoria de les demostracions del teorema dels nombres primers, comença reformulant el problema en termes d'una funció de recompte de primers menys intuïtiva, però que té un millor comportament. La idea és comptar els primers (o un conjunt relacionat com el conjunt de potències primeres) amb pesos per arribar a una funció amb un comportament asimptòtic més diferenciable. La funció de recompte més habitual d'aquest tipus és la funció de Txebixov ψ(x), definida com
{\displaystyle \psi (x)=\!\!\!\!\sum _{\stackrel {p^{k}\leq x,}{p{\text{ is prime}}}}\!\!\!\!\log p.}
De vegades, s'escriu aquesta funció com
{\displaystyle \psi (x)=\sum _{n\leq x}\Lambda (n),}
on Λ(n) és la funció de von Mangoldt, és a dir
{\displaystyle \Lambda (n)={\begin{cases}\log p&{\text{if }}n=p^{k}{\text{ for some prime }}p{\text{ and integer }}k\geq 1,\\0&{\text{otherwise.}}\end{cases}}}
Ara és relativament fàcil comprovar que el teorema dels nombres primers és equivalent a l'afirmació que 
{\displaystyle \lim _{x\to \infty }{\frac {\psi (x)}{x}}=1.}
En efecte, això segueix de les estimacions simples
{\displaystyle \psi (x)=\sum _{p\leq x}\log p\left\lfloor {\frac {\log x}{\log p}}\right\rfloor \leq \sum _{p\leq x}\log x=\pi (x)\log x}
i (utilitzant la notació de Landau) per qualsevol ε > 0,
{\displaystyle \psi (x)\geq \!\!\!\!\sum _{x^{1-\varepsilon }\leq p\leq x}\!\!\!\!\log p\geq \!\!\!\!\sum _{x^{1-\varepsilon }\leq p\leq x}\!\!\!\!(1-\varepsilon )\log x=(1-\varepsilon )\left(\pi (x)+O\left(x^{1-\varepsilon }\right)\right)\log x.}
El següent pas és trobar una representació útil de ψ(x). Sigui ζ(s) la funció zeta de Riemann, es pot demostrar que ζ(s) està relacionat amb la funció de von Mangoldt Λ(n) i, per tant, amb ψ(x), a través de la relació
{\displaystyle -{\frac {\zeta '(s)}{\zeta (s)}}=\sum _{n=1}^{\infty }\Lambda (n)n^{-s}.}
Una anàlisi delicada d'aquesta equació i de les propietats relacionades amb la funció zeta, utilitzant la transformada de Mellin i la fórmula de Perron, mostra que, per valors no enters de x, l'equació
{\displaystyle \psi (x)=x-\sum _{\rho }{\frac {x^{\rho }}{\rho }}-\log(2\pi )}
es compleix, on la suma és al llarg de tots els zeros (tant els trivials com els no trivials) de la funció zeta. Aquesta fórmula és una de les famoses fórmules explícites de la teoria dels nombres.
En el següent pas de la demostració, s'estudien els zeros de la funció zeta. Els zeros trivials −2, −4, −6, −8, ... poden ser tractats per separat:
{\displaystyle \sum _{n=1}^{\infty }{\frac {1}{2n\,x^{2n}}}=-{\frac {1}{2}}\log \left(1-{\frac {1}{x^{2}}}\right),}
que s'esvaeixen per valors grans de x. Els zeros no trivials, és a dir aquells en la franja crítica 0 ≤ Re(s) ≤ 1, poden tenir potencialment un ordre asumptòtic comparable amb el del terme principal x si Re(ρ) = 1, així doncs només resta demostrara que tots els zeros tenen part real estrictament inferior a 1.

## Teorema dels nombres primers per a progressions aritmètiques
Sigui πd,a(x) el nombre de primers en la progressió aritmètica a, a + d, a + 2d, a + 3d, ... que són inferiors a x, Dirichlet i Legendre van conjecturar, i de la Vallée Poussin va demostrar, que, si a i d són nombres coprimers, llavors
{\displaystyle \pi _{d,a}(x)\sim {\frac {1}{\varphi (d)}}\operatorname {Li} (x),}
on φ és la funció φ d'Euler. En altres paraules, els nombres primeres estan distribuïts de forma uniforme entre els residus de classes [a] mòdul d amb gcd(a, d) =1. Aquest resultat és més complet que el teorema de les progressions aritmètiques de Dirichlet (que només afirma que hi ha una infinitat de nombres primers en cada classe) i es pot demostrar utilitzant mètodes similars al emprats per Newman en la seva demostració del teorema de nombres primers.
El teorema de Siegel–Walfisz dona una bona estimació de la distribució de nombres primers en els residus de classes.
Bennett et al. van demostrar la següent aproximació que té les constants explícites A i B (Teorema 1.3):
Sigui d {\displaystyle \geq 3} un nombre enter i sigui a un nombre enter coprimer de d. Llavors existeixen les constants positives A i B tals que 
{\displaystyle \left|\pi _{d,a}(x)-{\frac {\operatorname {Li} (x)}{\varphi (d)}}\right|<A{\frac {x}{(\log x)^{2}}}} per tot {\displaystyle x\geq B},
on
{\displaystyle A={\frac {1}{840}}} if {\displaystyle 3\leq d\leq 10^{4}} i {\displaystyle A={\frac {1}{160}}} si {\displaystyle d>10^{4}},
i
{\displaystyle B=8\cdot 10^{9}} if {\displaystyle 3\leq d\leq 10^{5}} i {\displaystyle B=\exp(0.03{\sqrt {d}}(\log {d})^{3})} si {\displaystyle d>10^{5}}.